# Marzieh Reyhani
Marzieh Reyhani (Utrecht, 25 november 1973) is een Nederlandse jazz-zangeres, met een uit Iran afkomstige vader en Nederlandse moeder. Zij is een nichtje van de in 1996 overleden zangeres Nadieh.
In 2000 studeerde ze af aan het Conservatorium van Amsterdam. Tot 2007 volgde ze een driejarige opleiding aan het Lichtenberger Institut (für Gesang und Instrumentalspiel) in Hessen (Duitsland). Kenmerkend voor Reyhani zijn een zeer heldere stem en snelle dictie.
Marzieh Reyhani is zangeres van de op Braziliaanse muziek gerichte band Dirindi. In het seizoen 2007-2008 speelt ze in het theater bovendien de rol van Bess in de bewerking van Porgy and Bess door Frank Groothof.
Sinds 2006 werkt zij als zangpedagoge onder de naam Klankatelier, volgens de "Lichtenberger methode".